# Softpedia
Softpedia è un sito web romeno che raccoglie informazioni e consente di scaricare software per diversi sistemi operativi. Il sito raccoglie anche notizie su computer, tecnologia, scienza, salute e passatempi. Nel luglio 2010 Softpedia si classificava tra i 400 siti web più visitati della rete. 
Softpedia garantisce che ogni prodotto software nel sito web è stato testato accuratamente per rivelare la presenza di malware, adware o spyware. Per agevolare gli utenti sono spesso inclusi uno o più screenshot di ciascuna applicazione e vengono mostrati spesso i menù dell'applicazione per illustrarne le funzionalità.
Softpedia è una destinazione molto conosciuta per il download di software ed ha all'interno del suo sito un'area dedicata a recensioni e news del mondo IT.